# Chimonocalamus gallatlyi
Chimonocalamus gallatlyi là một loài thực vật có hoa trong họ Hòa thảo. Loài này được (Gamble) Hsueh & T.P.Yi mô tả khoa học đầu tiên năm 1983.